# Bringing It All Back Home
| 전문가 평가                   | 전문가 평가 |
| 평가 점수                     | 평가 점수   |
| 출처                          | 점수        |
| ----------------------------- | ----------- |
| AllMusic                      | [ 3 ]       |
| Chicago Tribune               | [ 5 ]       |
| Encyclopedia of Popular Music | [ 6 ]       |
| Entertainment Weekly          | A           |
| Music Story                   | [ 8 ]       |
| MusicHound Rock               | 4.5/5       |
| The Rolling Stone Album Guide | [ 10 ]      |
| Tom Hull                      | A           |

《Bring It All Back Home》은 1965년 4월, 컬럼비아 레코드에 의해 발매된 미국의 싱어송라이터 밥 딜런의 다섯 번째 스튜디오 음반이다. 그의 초기 사운드에서 큰 전환을 이룬 이 작품은 딜런이 처음으로 전기 악기를 도입한 음반으로, 이로 인해 큰 논란이 일었고 당시 포크 음악계 내부에서도 의견이 갈렸다.
이 음반은 노래의 절반은 전기적인 것으로 특징지어졌으며, 그 다음으로는 대부분 어쿠스틱 반을 차지하며, 더 초현실적이고 복잡한 가사에 유리한 딜런의 이전 음반들의 항쟁가요를 포기했다. 오리지널 LP의 한 쪽에서는 딜런이 일렉트릭 로큰롤 밴드의 지원을 받고 있는데, 이것은 그가 포크 음악계의 이전 동료들로부터 더 멀어지게 한 움직임이다.
이 음반은 빌보드 200 차트에서 6위에 올랐으며, 딜런의 LP 중 처음으로 미국 톱 10에 진입했다. 그것은 또한 그해 봄 후반에 영국 차트에서 1위를 했다. 첫 번째 트랙 〈Subterranean Homesick Blues〉는 딜런이 미국 차트에 처음으로 진입한 싱글로, 최고 순위는 39위였다. 《Bringing It All Back Home》은 여러 매체로부터 역대 최고의 음반 중 하나로 평가받고 있다.

## 배경
《Bringing It All Back Home》은 주로 블루스와 포크로 구성되어 있으며, 딜런이 보다 전기적인 사운드를 도입한 결과 포크 록의 탄생에 결정적인 역할을 한 음반으로 평가된다. 이후 발표된 《Highway 61 Revisited》와 《Blonde on Blonde》에서 딜런은 이 장르를 더욱 발전시켰고, 이는 버펄로 스프링필드나 사이먼 앤 가펑클 같은 미국 포크 아티스트는 물론, 비틀즈와 롤링 스톤스 같은 브리티시 인베이전 밴드들에게도 영향을 주어 보다 내면적인 가사를 쓰게 하고 팝 록에 기반한 기존 사운드의 틀에서 벗어나도록 했다. 더 후의 피트 타운젠드는 딜런의 포크적인 태도가 그들의 대표곡 중 하나인 1965년 싱글 〈My Generation〉의 작곡에 영향을 주었다고 언급한 바 있다. 비틀즈의 경우, 이 혁신의 결과물이라 할 수 있는 음반 《Help!》와 《Rubber Soul》은 포크 록을 주류로 끌어올리는 데 기여했다.

## 발매
《Bring It All Back Home》은 1965년 4월, 컬럼비아 레코드에 의해 발매되었다. 《Bring It All Back Home》의 모노 버전은 2010년 《The Original Mono Recordings》에 그레일 마커스의 비판 에세이가 수록된 책자와 함께 재발매되었다. 이 음반의 고화질 5.1 서라운드 사운드 에디션은 2003년 컬럼비아에 의해 SACD로 발매되었다.

## 곡 목록
모든 곡들은 밥 딜런에 의해 작사/작곡하였다.
| #  | 제목                            | 재생 시간 |
| -- | ------------------------------- | --------- |
| 1. | 〈Subterranean Homesick Blues〉 | 2:21      |
| 2. | 〈She Belongs to Me〉           | 2:47      |
| 3. | 〈Maggie's Farm〉               | 3:54      |
| 4. | 〈Love Minus Zero/No Limit〉    | 2:51      |
| 5. | 〈Outlaw Blues〉                | 3:05      |
| 6. | 〈On the Road Again〉           | 2:35      |
| 7. | 〈Bob Dylan's 115th Dream〉     | 6:30      |

| #  | 제목                                     | 재생 시간 |
| -- | ---------------------------------------- | --------- |
| 1. | 〈Mr. Tambourine Man〉                   | 5:30      |
| 2. | 〈Gates of Eden〉                        | 5:40      |
| 3. | 〈It's Alright, Ma (I'm Only Bleeding)〉 | 7:29      |
| 4. | 〈It's All Over Now, Baby Blue〉         | 4:12      |

## 인증
| 국가                       | 인증     | 판매량/출하량 |
| -------------------------- | -------- | ------------- |
| 프랑스                     | —        | 88,900        |
| 영국 (BPI)                 | 골드     | 100,000^      |
| 미국 (RIAA)                | 플래티넘 | 1,000,000^    |
| ^출하량을 기반으로 한 인증 |          |               |